# 文森特·維奧拉

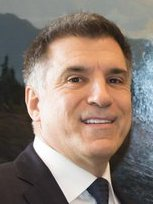

文森特·維奧拉（Vincent Viola，1956年—）是美國的一位商人。他曾經擔任紐約商品期貨交易所主席，也是現任沃途金融主席。他還是國家冰球聯盟隊伍佛羅里達美洲豹的所有者。2016年，他獲得提名擔任美國陸軍部長，但於川普就任後婉拒提名。